# Sarah Armstrong-Jones
Sarah Frances Elizabeth Armstrong-Jones, sinds haar huwelijk in 1994 ook Sarah Chatto genoemd, (Kensington Palace (Londen), 1 mei 1964) is de enige dochter van Antony Armstrong-Jones en Margaret Windsor.
Sarah en haar nicht Anne Mountbatten-Windsor waren de enige kleindochters van Elizabeth Bowes-Lyon, de moeder van koningin Elizabeth II van het Verenigd Koninkrijk.
Ze trouwde met Daniel Chatto op 14 juli 1994. Ze hebben samen twee kinderen:
- Samuel David Benedict Chatto (28 juli 1996)
- Arthur Robert Nathaniel Chatto (5 februari 1999)

Sarah heeft op de Camberwell School of Art and Middlesex Polytechnic gezeten en is een professioneel schilder. Ze is ook vicepresident van het Royal Ballet.

## Titels
- Lady Sarah Armstrong-Jones (1964-1994)
- Lady Sarah Chatto (1994-heden)

- Bibliothèque nationale de France: cb16297008n (data)
- Library of Congress Control Number: no2002092777
- Union List of Artist Names: 500183485
- Virtual International Authority File: 53825058
- WorldCat: E39PBJkTdKV8MBXGh8PT7HfH4q